# مارتین ایکس‌بی-۵۱
مارتین ایکس‌بی-۵۱ (به انگلیسی: Martin XB-51) یک هواگرد ساختِ کارخانهٔ گلن ال. مارتین کمپانی در کشور ایالات متحده آمریکا است. نخستین استفاده‌کنندهٔ این هواگرد USAF (NACA) بوده‌است. این هواگرد برای نخستین بار در ۲۸ اکتبر ۱۹۴۹ میلادی مورد استفاده قرار گرفت.